# Повний розковбас
«Повний розковбас» (англ. Sausage Party, «Сосисочна вечірка») — американський 3D комп'ютерно-анімаційний пригодницько-комедійний фільм, знятий Грегом Тірнаном і Конрадом Верноном. Прем'єра стрічки в Україні відбулася 20 жовтня 2016 року.

## Синопсис
```
Фільм розповідає про сосиски, яким, щоб врятувати себе, потрібно терміново вибратися з супермаркету, поки не настав 
День Незалежності
.
```

## Озвучування
Товари
- Сет Роґен — Френк (сосиска)
- Крістен Віг — Бренда (булочка для хот-догу)
- Джона Гілл — Карл (сосиска)
- Майкл Сера — Баррі (сосиска)
- Білл Гейдер — Вогняна вода (пляшка текіли) / Ель Гуако (гуакамоле)
- Девід Крамхолц — Карим Абдул (лаваш)
- Денні Макбрайд — Honey Mustard (медова гірчиця)
- Крейг Робінсон — містер Грітц (грітс)
- Сальма Гаєк — Тереза (тако)
- Едвард Нортон — Семмі (бейгл)
- Айріс Апатоу — Berry Good (цукерки) / (кокосове молоко)
- Нік Кролл — Douche (засіб жіночої гігієни)

Люди
- Пол Радд — Даррен, працівник супермаркету
- Джеймс Франко — Драґґі, наркоман
- Лорен Міллер — Камілла То

## Виробництво
Про початок виробництва фільму було офіційно оголошено 24 вересня 2013 року